# Pacto de Estella
El Pacto de Estella (Lizarrako Akordioa en euskera), también conocido como Acuerdos de Estella y, posteriormente, Acuerdo de Lizarra-Garazi, fue un acuerdo político suscrito el 12 de septiembre de 1998 en la localidad navarra de Estella (Lizarra en euskera), en la Casa de Fray Diego de Estella, durante la tercera reunión del Foro de Irlanda. Este pacto fue firmado por todos los partidos políticos nacionalistas vascos (PNV, HB, EA, AB, ICV), así como por Ezker Batua, Zutik, Batzarre, EKA y distintos sindicatos y asociaciones, para buscar un «proceso de diálogo y negociación» que lograra el cese del terrorismo de ETA.

## Antecedentes
El antecesor más directo de este acuerdo fue el Foro de Irlanda, creado por iniciativa de Herri Batasuna (HB) para supervisar el proceso de paz en Irlanda del Norte y examinar su posible aplicación en el País Vasco. Con la excepción de los partidos PP y PSE-EE y los sindicatos CCOO y UGT, que declinaron la invitación, el resto de partidos y sindicatos mayoritarios del País Vasco iniciaron un diálogo en torno al Foro de Irlanda. El Pacto de Estella fue resultado directo de esta colaboración.

## Contenido
Algunos de los puntos fundamentales del Pacto de Estella fueron:
- Estudia los factores propiciadores del Acuerdo de Paz en Irlanda del Norte.
- La resolución del conflicto vasco debe ser política.
- No exige condiciones previas a los negociadores.
- Debe establecerse en ausencia de violencia.
- Es un proceso abierto, sin exclusiones.
- La ciudadanía debe tener la última palabra respecto a la conformación de su futuro.

## Firmantes

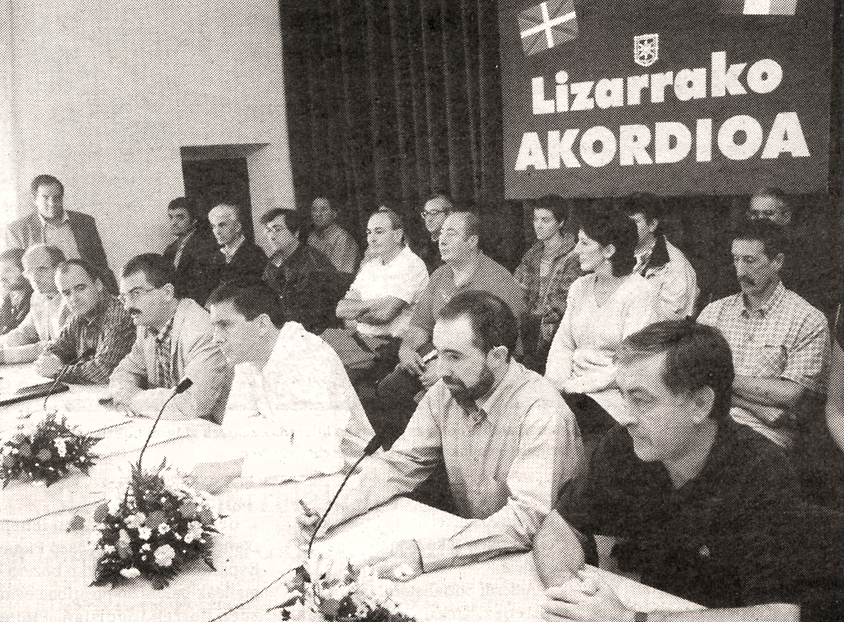
Presentación del Pacto de Estella el 12 de septiembre de 1998 por una amplia representación de organizaciones.

El acuerdo fue firmado por las organizaciones políticas, sindicales y sociales siguientes:
- Partidos o coaliciones políticas:
  - Abertzaleen Batasuna (AB)
  - Batzarre
  - Eusko Alkartasuna (EA)
  - Herri Batasuna (HB)
  - Iniciativa Ciudadana Vasca (ICV-EHE)
  - Izquierda Unida-Ezker Batua (IU-EB)
  - Partido Carlista de Euskalherria (EKA)
  - Partido Nacionalista Vasco (EAJ-PNV)
  - Zutik

- Sindicatos:
  - Euskal Herriko Nekazarien Elkartasuna (EHNE), sindicato agrario
  - Euskal Herriko Laborarien Batasuna (ELB), sindicato agrario del País Vasco francés
  - Eusko Langileen Alkartasuna-Solidaridad de los Trabajadores Vascos (ELA-STV), sindicato nacionalista vasco
  - Ezker Sindikalaren Koordinakundea-Coordinadora Unitaria de Izquierda Sindical (ESK-CUIS)
  - Ezker Sindikala, corriente sindical escindida de Comisiones Obreras de Euskadi
  - Hiru, sindicato de transportistas autónomos
  - Langile Abertzaleen Batzordeak (LAB), sindicato de izquierda abertzale
  - Sindicato de Trabajadores de la Enseñanza de Euskadi-Euskadiko Irakaskuntzako Langileen Sindikatua (STEE-EILAS)

- Otras organizaciones:
  - Ahaideak
  - Anai Artea, asociación humanitaria
  - Autodeterminazioaren Biltzarrak, grupo en favor de la autodeterminación
  - Bakea Orain, grupo pacifista
  - Comité de défense de droits de l´homme en Pays Basque
  - Errepresioaren Kontrako Batzordea (EKB-CAR)
  - Egizan, grupo feminista
  - Elkarri, grupo para el diálogo y el acuerdo
  - EPSK-Gureak
  - Gazteriak, organización juvenil
  - Gernika Batzordea
  - Gestoras Pro Amnistía, grupo de apoyo a los presos de ETA
  - Gogoa
  - Gurasoak
  - Hautetsi Abertzaleen Elkartea
  - Herria 2000 Eliza, coordinadora de sacerdotes del País Vasco
  - Herriarekin
  - Jarrai, organización juvenil
  - Presoen Aldeko Koordinaketa
  - Senideak, asociación de familiares de presos de ETA
  - Sostengu Komiteak
  - UDA-Treviño

- Observadores:
  - Ipar Euskal Herriko Berdeak, partido ecologista
  - Confederación Francesa Democrática del Trabajo (CFDT), sindicato

## Consecuencias

### Tregua de ETA
La firma de este pacto fomentó la tregua de ETA de 1998, que inició el 16 de septiembre con el anuncio de un «alto el fuego total e indefinido».
Un mes antes de la firma del Pacto de Estella, PNV, EA y ETA firmaron un texto elaborado a propuesta de esta última en junio de 1998 y en el que ETA se comprometía a realizar un alto el fuego indefinido. No obstante PNV y EA realizaron una contrapropuesta de ese texto a ETA, que no fue respondida, en la que matizaba los puntos del texto anterior:
- Respetar y especificar el ritmo y los pasos a dar.
- No cerrar la puerta a otras fuerzas políticas para conseguir la estabilidad de las instituciones.
- Sobre el alto el fuego, especificar que se requiere el respeto a los derechos humanos de todas las personas.
- Finalmente, se pedía el compromiso de no hacer públicos los acuerdos unilateralmente.

Durante la tregua el Gobierno de José María Aznar tuvo reuniones con la banda terrorista y modificó su política de dispersión, acercando a cárceles del País Vasco a 135 presos de ETA.
En agosto de 1999 ETA realizó una nueva propuesta al PNV y EA, que no fue aceptada, en la que calificaba el acuerdo como apropiado e importante por ser un paso en búsqueda de la soberanía de Euskal Herria.
Sin embargo, las conversaciones no prosperaron y ETA anunció el fin de la tregua el 28 de noviembre de 1999 mediante un comunicado que responsabilizaba a PNV y EA de esta decisión, acusándolos de haber mostrado más interés por la paz que por la soberanía y de no haber roto con las «fuerzas enemigas de Euskal Herria». El 21 de enero de 2000 ETA volvió a atentar, asesinando al teniente coronel Pedro Antonio Blanco. A pesar de que las principales fuerzas del pacto condenaron el atentado, no hubo condena por parte de Herri Batasuna, lo cual produjo la extinción de la colaboración propiciada por el Pacto de Estella y una crítica de ETA a los firmantes.

### Creación de Udalbiltza
El pacto de Estella también propició que en febrero de 1999 una asamblea de electos municipales formada por los ediles de PNV, EA, AB y EH, partidos que en conjunto constituían la mayoría de los cargos municipales vascos, creara Udalbiltza, una nueva institución que aspiraba a integrar a los electos de Euskal Herria. La ruptura del alto el fuego de ETA dividió a los partidos y se paralizaron las actividades de Udalbiltza durante el año 2000, retomándolas posteriormente en dos entidades diferenciadas.